# Тропски циклон
У метеорологији, тропски циклон (тропска олуја, тајфун, ураган или оркан, у зависности од јачине и локације) је узорак система са ниским притиском који се обично формира у тропском појасу. Док они могу да буду крајње разорни, тропски циклони су важан део атмосферског циркулационог система, који помера топлоту са екваторске регије према вишим географским ширинама.
Захваћена површина обично износи од 150 до 1000 km у премеру, а урагански ветрови достижу брзину између 150 па чак до 350 km на сат, а налети ветра могу бити и бржи.
Посебност тропске олује је да она има миран средишњи део, који се зове „око“, чији је премер између 8 и 25 km. Када „око“ прелази преко неког подручја, ветрови се готово умире, што понекад заварава људе и нагони их да поверују да је невреме прошло. Међутим, кад „око“ олује прође, ветрови почињу дувати истом јачином као и пре, само из супротног правца, пошто је то олуја с ветровима који се кружно крећу. 

## Локални називи
Тропски циклон има различита имена у неким деловима света:
- багујос (Филипини)
- вили-вили (Аустралија)
- оркан (Пацифик)
- тајфун (Кина, Јапан)
- ураган (САД, Кариби)
- харикен (Пацифик)